# Goldene Kamera 1991
Die Verleihung der Goldenen Kamera 1991 fand am 12. Februar 1992 im Verlagshaus der Axel Springer GmbH in Berlin statt. Es war die 27. Verleihung dieser Auszeichnung. Das Publikum wurde durch Günter Prinz, den stellvertretenden Vorstandsvorsitzenden des Axel-Springer-Verlages, begrüßt. Die Verleihung der Preise sowie die Moderation übernahmen Ulrich Wickert und Sabine Sauer. An der Veranstaltung nahmen etwa 500 Gäste teil. Die Verleihung wurde am 14. Februar 1992 um 22:15 Uhr im ZDF übertragen. Die Leser wählten in der Kategorie Beliebtester Showmaster ihren Favoriten.

## Preisträger

### Schauspieler
- Mario Adorf – Ex und hopp, Gesellschaftsspiele und Die Kaltenbach-Papiere
- Götz George – Schulz & Schulz

### Bester Moderator
- Björn-Hergen Schimpf – Ein Tag wie kein anderer

### Beste Moderatorin
- Susanne Holst – Frühstücksfernsehen (Sat.1)
- Susanne Kronzucker – Ein Tag wie kein anderer

### Beste Nachwuchsschauspielerin
- Katja Riemann – Von Gewalt keine Rede (Lilli-Palmer-Gedächtniskamera)

### Beliebtester Showmaster
- Rudi Carrell – Rudi Carrell Show, Herzblatt (1. Platz der Hörzu-Leserwahl)

### Chef der Fernsehspiel- und Filmredaktion
- Heinz Ungureit (ZDF) – Tadellöser und Wolff, Tod eines Schülers und Die Geschwister Oppermann

### Fernsehballett
- Fernsehballett – Ein Kessel Buntes und Nimm Dir Zeit

### Korrespondent in Moskau
- Gerd Ruge (ARD)

### Auszeichnungen für internationale Gäste

#### Schauspielerin
- Melanie Griffith – Wie ein Licht in dunkler Nacht

#### Kameramann
- Oleg Trofimowskij – Fernsehbild des Jahres: Boris Jelzin auf dem Panzer

#### Videohit des Jahres
- Tina Turner – Way of the World

#### Weltstar mit Einsatz fürUNICEF
- Roger Moore

## Weblink
- Goldene Kamera 1992 – 27. Verleihung